# Талейран-Перигор, Шарль-Даниель де
Граф Шарль-Даниель де Талейран-Перигор (фр. Charles-Daniel de Talleyrand-Périgord; 16 июня 1734 — 4 ноября 1788) — французский генерал, отец князя Талейрана.

## Биография
Сын маркиза Даниеля-Мари-Анна де Талейран-Перигора и Мари-Элизабет Шамийяр.
В 1759 году назначен менином дофина, затем кампмейстером кавалерийского полка своего имени, включенного в 1761 году в состав Королевского Пьемонтского полка, командование которым он принял. Всю Семилетнюю войну провел на театре военных действий в Германии. 25 июля 1762 произведен в бригадиры, 3 января 1770 в лагерные маршалы.
На церемонии коронации Людовика XVI 11 июня 1775 был одним из четырех заложников Святой Стеклянницы. 13 июня был пожалован в рыцари орденов короля. Цепь ордена Святого Духа получил 1 января 1776. 1 января 1784 произведен в генерал-лейтенанты.

## Семья
Жена (12.01.1751): Александрин-Мари-Виктуар-Элеонора де Дама д'Антиньи (8.08.1728—24.06.1809), дочь Жозефа Франсуа Дама, маркиза д'Антиньи, и Мари Жюдит де Вьен, графини де Коммарен, придворная дама дофины Марии Антуанетты (1770—1774), затем королевы Марии Антуанетты (1774—1789)
Дети:
- Александр (1752—1757)
- Шарль-Морис (2.02.1754—17.05.1838), князь Беневентский. Жена (1802): Катрин Ворле (1762—19.04.1836)
- герцог Аршамбо-Жозеф (1.09.1762—28.04 или 3.05.1838), генерал-лейтенант. Жена (2.12.1778): Мадлен-Анриетта Сабина Оливье де Сенозан де Виривиль (1764—26 или 27.07.1794)
- Бозон (3.04.1764—1830), генерал-лейтенант. Жена (20.20.1800): Шарлотта-Луиза Мадлен де Боффен д'Аржансон (31.07.1776—15.11.1819), дочь Пьера Жоржа Фелисьена де Бофена, графа де Пюисиньё, и Луизы Мадлен де Санто Доминго
- Луиза (25—26.08.1771)